# Stenus bilineatus
Stenus bilineatus är en skalbaggsart som beskrevs av J. Sahlberg 1871. Stenus bilineatus ingår i släktet Stenus, och familjen kortvingar. Arten är reproducerande i Sverige.